# Axós
Axós är en ort i Grekland.   Den ligger i prefekturen Nomós Péllis och regionen Mellersta Makedonien, i den norra delen av landet, 300 km norr om huvudstaden Aten. Axós ligger 39 meter över havet och antalet invånare är 1 336.
Terrängen runt Axós är platt söderut, men norrut är den kuperad. Terrängen runt Axós sluttar söderut. Runt Axós är det ganska tätbefolkat, med 149 invånare per kvadratkilometer. Närmaste större samhälle är Giannitsá, 4,0 km öster om Axós. Trakten runt Axós består till största delen av jordbruksmark.